# Station Ilmala
Station Ilmala (Fins: Ilmalan rautatieasema; Zweeds: Ilmala järnvägsstation) is een treinstation in de Helsinkische buitenwijk Pasila. Het station werd in 1967 geopend en onderging in 2000 een renovatie. Het station wordt uitsluitend bediend door treinen van de Forenzentrein van Helsinki.

## Treinen
De volgende treinen stoppen op station Ilmala:
| Serie | Treinsoort                                           | Route                                                                                | Bijzonderheden |
| ----- | ---------------------------------------------------- | ------------------------------------------------------------------------------------ | --- |
| P     | Pendeltrein (VR-Yhtymä en Helsingin seudun liikenne) | Helsinki – Pasila – Ilmala – Huopalahti – Luchthaven – Tikkurila – Pasila – Helsinki | Rijdt iedere tien minuten en op zondag ieder kwartier.                                                                                                |
| I     | Pendeltrein (VR-Yhtymä en Helsingin seudun liikenne) | Helsinki – Pasila – Tikkurila – Luchthaven – Huopalahti – Ilmala – Pasila – Helsinki | Rijdt iedere tien minuten en op zondag ieder kwartier.                                                                                                |
| A     | Pendeltrein (VR-Yhtymä en Helsingin seudun liikenne) | Helsinki – Pasila – Ilmala – Huopalahti – Leppävaara                                 | Rijdt iedere tien minuten en in het weekend ieder halfuur.                                                                                            |
| L     | Pendeltrein (VR-Yhtymä en Helsingin seudun liikenne) | Helsinki – Pasila – Ilmala – Huopalahti – Leppävaara – Kauklahti – Kirkkonummi       | Rijdt 's ochtends vroeg en 's avonds laat een keer in het halfuur. Rijdt in de nachten van vrijdag op zaterdag en zaterdag op zondag eenmaal per uur. |